# 斯韦特兰娜·库兹涅佐娃
斯韦特兰娜·亚历山德罗芙娜·库兹涅佐娃（羅馬化：Svetlana Aleksandrovna Kuznetsova；1985年6月27日—），俄罗斯前职业网球女运动员（2000年至今），2004年美网和2009年法網女單冠军得主，2005年和2012年澳網女雙冠軍得主。2021年9月不再參加比賽後，库兹涅佐娃一直未復出，實際上已經退役。

## 個人背景
库兹涅佐娃出身於單車世家，他的父親亚历山大·库兹涅佐夫曾成功訓練出5位俄羅斯單車項目的世界和奧運會冠軍，哥哥尼古拉·库兹涅佐夫曾嘗試參與單車訓練，不過她卻厭倦了此項運動，反而對網球產生濃厚興趣，於是轉而參與網球訓練。
她在少年時被送到西班牙巴塞羅那接受網球訓練，她的網球導師是西班牙女子前世界排名第一球員阿蘭查·桑切斯·維卡里奧。因此她除懂得英語和俄語外，亦能說流利的西班牙語。
她亦是2001年ITF女子青年組世界冠軍。

## 技術分析
库兹涅佐娃是一名全面的底線型球員，移動速度快，習慣右手持拍和雙手反拍進行回擊，她既準確又力量強勁的正手拍對於對手構成極大威脅，也會藉由敏捷的身手製造有效的致勝截擊。

## 職業生涯
库兹涅佐娃早年活躍於女雙比賽，搭擋包括恩師桑切斯和女金剛（近年常與年輕一輩的女網球手合作）等，她曾奪得過多次雙打冠軍。2004年，她的雙打世界排名曾升至最高的第三位。

### 2000年:國際網球總會青少年網球生涯
庫茲涅佐娃初次比賽是在1月31日國際網球總會在Mallorca舉辦的比賽。第一輪她以直落二6-0,6-4擊敗來自義大利的Katia Altilia，然而在八強賽輸給Oana–Elena Golimbioschi。她的下一場是4月份在Talence，第一輪擊敗Aurore Desertin，但是在第二輪輸給Berengere Karpenschif，兩位對手皆來自法國。在白俄羅斯明斯克採用short sets計分方式的比賽中，第一輪以四個回合擊敗未進入排名的Vera Zvonareva，第二輪以三個回合擊敗Daria Panova，進入八強。在八強中，她在前兩回合沒拿下兩個搶七，在第四回合輸給排名574名的Elena Voropaeva。然而，庫茲涅佐娃進入了排名前900，並在2000年11月20日取得889名。她再次去Mallorca參加了三場比賽。只在第一輪第一回合贏了Dinara Safina，之後即輸了第一輪。在2000年的最後一場比賽同樣是在Mallorca，但至少打了四回合，在第32輪擊敗了Silvia Disderi。然而，在最後一輪輸給第八種子Mihaela Moldovan，當年最終排名是889名。

### 美網封(2004年)
2004年，库兹涅佐娃成功進入了美网決賽，她在決賽面對同胞，她在這場'俄羅斯決賽'中，以比分6-3, 7-5擊敗對手，'首次奪得'大滿貫的'女子單打錦標'，更成為了'首位俄羅斯的美网女子單打冠軍'。
同年，她參加了中網（中國公開賽），在女單決賽敗於塞雷娜·威廉姆斯，奪得女單亞軍。她當年的單打年終世界排名為第5位。

### 表現回落 (2005年)
2005年，库兹涅佐娃又和女網球手莫里克（Alicia Molik）合作，奪得澳网女雙冠軍。同年她和法國名將合作，奪得温布尔登女雙亞軍。
單打成績方面卻不尽如人意，在美网首輪中意外地敗於同胞拜切科娃（Ekaterina Bychkova），宣告衛冕失敗，成為'自公開賽年代以來，第一位在美网女子單打比賽中首輪出局的衛冕冠軍'。
'2005年，一整年她沒有奪得過任何一項WTA女單錦標'，她的單打年終世界排名已降至第18位。

### 重上正軌 (2006年)
2006年4月1日，库兹涅佐娃在邁阿密一級賽（纳斯达克100公開賽）的女單決賽中，以6-4, 6-3直落兩盤擊敗同胞，'首次奪得WTA一級賽冠軍，並結束了18個月的單打錦標荒'。
6月，她在法网準決賽中以5-7, 7-6, 6-2逆轉擊敗17歲的捷克黑馬新星瓦伊迪索娃，成功再次打入大滿貫的女子單打決賽。在法网決赛中，她被衛冕冠軍以直落兩盤6-4擊敗，奪得女單亞軍。
她在温布尔登女單比賽中，被中國選手李娜擊敗，止步第三輪。之后一個多月因為胃部病痛缺席了巡迴賽，復出後參加加拿大舉行的蒙特利尔一級賽（羅傑斯盃），在四分之一决赛中以6-7, 3-6敗於。她又在紐黑文站巡迴賽八強再度敗於剋星艾寧，亦是她今年度第五次敗於對方。
她在美網第四輪以7-6,3-6,2-6敗於塞尔维亚球員。
同年9月，她又參加了中網，在女單決賽中擊敗女單世界排名第一（澳网和温布尔登女單雙料冠军）的莫瑞絲摩而首度奪標。

### 2007-08年
2007年，再次打入美网女單決賽，敗於剋星海宁獲得亞軍。
2008年，库兹涅佐娃曾五度進入巡迴賽女單決賽，均獲亞軍。

### 法網封后 (2009年)
库兹涅佐娃於2009年法網女單決賽，以直落兩盤擊敗同胞薩芬娜，奪得個人第二個大滿貫單打錦標。

## 大满贯

### 女單冠军 (2)
| 年份 | 賽事 | 場地 | 决赛对手   | 對手國籍 | 勝方比分 |
| 2004 | 美网 | 硬地 | 德门蒂耶娃 | 俄羅斯   | 6-3, 7-5 |
| 2009 | 法網 | 紅土 | 萨芬娜     | 俄羅斯   | 6-4, 6-2 |

### 女單亚军 (2)
| 年份 | 賽事 | 場地 | 决赛对手 | 對手國籍 | 勝方比分 |
| 2006 | 法網 | 紅土 | 軒寧     | 比利時   | 6-4, 6-4 |
| 2007 | 美網 | 硬地 | 海宁     | 比利時   | 6-1, 6-3 |

### 女雙冠軍（2）
| 年份 | 比賽 | 場地 | 搭檔                | 決賽對手                         | 勝方比分      |
| ---- | ---- | ---- | ------------------- | -------------------------------- | ------------- |
| 2005 | 澳網 | 硬地 | 莫利克 (澳洲)       | 戴雲寶 (美國) 和 莫拉留 (美國)   | 6–3, 6–4      |
| 2012 | 澳網 | 硬地 | 兹沃纳列娃 (俄羅斯) | 埃拉尼 (義大利) 和 文奇 (義大利) | 5–7, 6–4, 6–3 |

### 女雙亚军（5）
| 年份 | 比賽   | 場地 | 搭檔                | 決賽對手                                    | 勝方比分 |
| ---- | ------ | ---- | ------------------- | ------------------------------------------- | -------- |
| 2003 | 美網   | 硬地 | (美國)              | 魯阿諾·帕斯爾 (西班牙) 和 蘇亞雷斯 (阿根廷) | 6–2, 6–2 |
| 2004 | 澳網   | 硬地 | 利霍夫采娃 (俄羅斯) | 魯阿諾·帕斯爾 (西班牙) 和 蘇亞雷斯 (阿根廷) | 6–4, 6–3 |
| 2004 | 法網   | 紅土 | 利霍夫采娃 (俄羅斯) | 魯阿諾·帕斯爾 (西班牙) 和 蘇亞雷斯 (阿根廷) | 6–0, 6–3 |
| 2004 | 美網   | 硬地 | 利霍夫采娃 (俄羅斯) | 魯阿諾·帕斯爾 (西班牙) 和 蘇亞雷斯 (阿根廷) | 6–4, 7–5 |
| 2005 | 溫布頓 | 草地 | (法國)              | 卡拉·布萊克(辛巴威) 和 莉澤爾·許貝爾(南非)  | 6–2, 6–1 |

## WTA巡迴賽

### 單打

#### 冠軍 (13)
- 2002年 (2) - 赫爾辛基（北歐之光公開賽）、峇里島（聯邦銀行經典賽）
- 2004年 (3) - 英國依斯特本（國際女子公開賽）、美網、峇里島（聯邦銀行經典賽）
- 2006年 (3) - 邁阿密一級賽（纳斯达克-100公開賽）、峇里島、北京（中國公開賽）
- 2007年 (1) - 紐黑文（百樂筆公開賽）
- 2009年 (3) - 斯圖加特（保时捷大奖赛）、法網、北京（中國公開賽）
- 2010年 (1) - 美國圣迭戈（水銀保險公開賽）

#### 亞軍 (19)
- 2004年 (4) - 杜拜Duty Free女子賽、多哈（卡塔尔女子公开赛）、華沙（J&S盃）、中網（中國公開賽）
- 2005年 (1) - 華沙（J&S盃）
- 2006年 (2) - 華沙（J&S盃）、法網
- 2007年 (5) - 多哈（卡塔尔女子公开赛）、印第安泉一級賽（太平洋寿险杯）、柏林一級賽（卡塔尔電訊德國公開賽）、羅馬一級賽、美網
- 2008年 (5) - 悉尼國際賽（Medibank International）、迪拜锦标赛、印第安泉一級賽（太平洋寿险杯）、東京一級賽（東麗泛太平洋公開賽）、北京皇冠賽（中國公開賽）
- 2009年 (2) - 羅馬超五賽
- 2011年 (1) - 迪拜超五賽（巴克萊杜拜錦標賽）

### 雙打冠軍 (16)
- 2002年 (3) - 波蘭索泊（Orange Prokom公開賽）、赫爾辛基（北歐之光公開賽）、東京公主盃
- 2003年 (5) - 黃金海岸（Mondial澳洲女子硬地賽）、迪拜锦标赛、羅馬一級賽、多倫多一級賽（羅渣士盃）、萊比錫（Sparkassen Cup）
- 2004年 (2) - 黃金海岸（Mondial澳洲女子硬地賽）、多哈（卡塔尔女子公开赛）
- 2005年 (2) - 澳網、邁阿密一級賽（那斯達克100公開賽）
- 2006年 (1) - 依斯特本（國際女子公開賽）
- 2009年 (1) - 邁阿密一級賽（新力愛立信公開賽）
- 2012年 (1) - 澳網
- 2013年 (1) - 莫斯科（克里姆林盃)

### 團體

#### 聯邦盃
除了職業賽事成就不俗外，古絲妮蘇娃在2000年代曾多次代表俄羅斯參加联合会杯，並奪得3次冠軍。 
- 2004年決賽勝法國3：2
- 2007年決賽勝意大利4：0
- 2008年決賽勝西班牙4：0

- 按：協會盃是一年一度女子網球的世界團體錦標賽，是國際網球比賽中最高水平的團體賽。